# Trichocerca hollaerti
Trichocerca hollaerti är en hjuldjursart som beskrevs av De Smet 1990. Trichocerca hollaerti ingår i släktet Trichocerca och familjen Trichocercidae. Inga underarter finns listade i Catalogue of Life.